# Formel 1 2003
Formel 1 2003 var den 57. sæson af FIA's Formel 1-verdensmesterskab. Sæsonen startede 9. marts og blev afsluttet 12. oktober. 26 kørere og 10 konstruktører konkurrerede over 16 løb om verdensmesterskabstitlen i henholdsvis kørermesterskabet og konstruktørmesterskabet. 
Michael Schumacher og Ferrari-teamet genvandt de to titler, men ikke nær så suverænt som året forinden. Der var spænding om kørermesterskabet til sidste løb, og Schumachers forspring til finske Kimi Räikkönen blev på blot to point. 
Pointgivningen var blevet ændret fra de tidligere sæsoner, så de otte første i hvert løb nu fik point mod seks tidligere. De tildelte point var tidligere 10-6-4-3-2-1, hvilket blev ændret til 10-8-6-5-4-3-2-1. Hensigten var at give større spænding om mesterskabet, hvilket lykkedes. 

## Opsummering af sæsonen

### Løbskalender og resultatsammendrag
| Runde | Løb                        | Dato          | Bane                      | Vinder               | Konstruktør      | Dæk | Pole position      | Hurtigste omgang   | Rapport |
| ----- | -------------------------- | ------------- | ------------------------- | -------------------- | ---------------- | --- | ------------------ | ------------------ | ------- |
| 1     | Australiens Grand Prix     | 9. marts      | Melbourne                 | David Coulthard      | McLaren-Mercedes | M   | Michael Schumacher | Kimi Räikkönen     | Rapport |
| 2     | Malaysias Grand Prix       | 23. marts     | Sepang                    | Kimi Räikkönen       | McLaren-Mercedes | M   | Fernando Alonso    | Michael Schumacher | Rapport |
| 3     | Brasiliens Grand Prix      | 6. april      | Interlagos                | Giancarlo Fisichella | Jordan-Ford      | B   | Rubens Barrichello | Rubens Barrichello | Rapport |
| 4     | San Marinos Grand Prix     | 20. april     | Imola                     | Michael Schumacher   | Ferrari          | B   | Michael Schumacher | Michael Schumacher | Rapport |
| 5     | Spaniens Grand Prix        | 4. maj        | Barcelona                 | Michael Schumacher   | Ferrari          | B   | Michael Schumacher | Rubens Barrichello | Rapport |
| 6     | Østrigs Grand Prix         | 18. maj       | A1-Ring                   | Michael Schumacher   | Ferrari          | B   | Michael Schumacher | Michael Schumacher | Rapport |
| 7     | Monacos Grand Prix         | 1. juni       | Circuit de Monaco         | Juan Pablo Montoya   | Williams-BMW     | M   | Ralf Schumacher    | Kimi Räikkönen     | Rapport |
| 8     | Canadas Grand Prix         | 15. juni      | Circuit Gilles Villeneuve | Michael Schumacher   | Ferrari          | B   | Ralf Schumacher    | Fernando Alonso    | Rapport |
| 9     | Europas Grand Prix         | 29. juni      | Nürburgring               | Ralf Schumacher      | Williams-BMW     | M   | Kimi Räikkönen     | Kimi Räikkönen     | Rapport |
| 10    | Frankrigs Grand Prix       | 6. juli       | Magny-Cours               | Ralf Schumacher      | Williams-BMW     | M   | Ralf Schumacher    | Juan Pablo Montoya | Rapport |
| 11    | Storbritanniens Grand Prix | 20. juli      | Silverstone               | Rubens Barrichello   | Ferrari          | B   | Rubens Barrichello | Rubens Barrichello | Rapport |
| 12    | Tysklands Grand Prix       | 3. august     | Hockenheimring            | Juan Pablo Montoya   | Williams-BMW     | M   | Juan Pablo Montoya | Juan Pablo Montoya | Rapport |
| 13    | Ungarns Grand Prix         | 24. august    | Hungaroring               | Fernando Alonso      | Renault          | M   | Fernando Alonso    | Juan Pablo Montoya | Rapport |
| 14    | Italiens Grand Prix        | 14. september | Monza                     | Michael Schumacher   | Ferrari          | B   | Michael Schumacher | Michael Schumacher | Rapport |
| 15    | USA's Grand Prix           | 28. september | Indianapolis              | Michael Schumacher   | Ferrari          | B   | Kimi Räikkönen     | Michael Schumacher | Rapport |
| 16    | Japans Grand Prix          | 12. oktober   | Suzuka                    | Rubens Barrichello   | Ferrari          | B   | Rubens Barrichello | Ralf Schumacher    | Rapport |

| Sport | Spire Denne artikel om sport er en spire som bør udbygges. Du er velkommen til at hjælpe Wikipedia ved at udvide den. |